# 7e cérémonie des Filmfare Awards

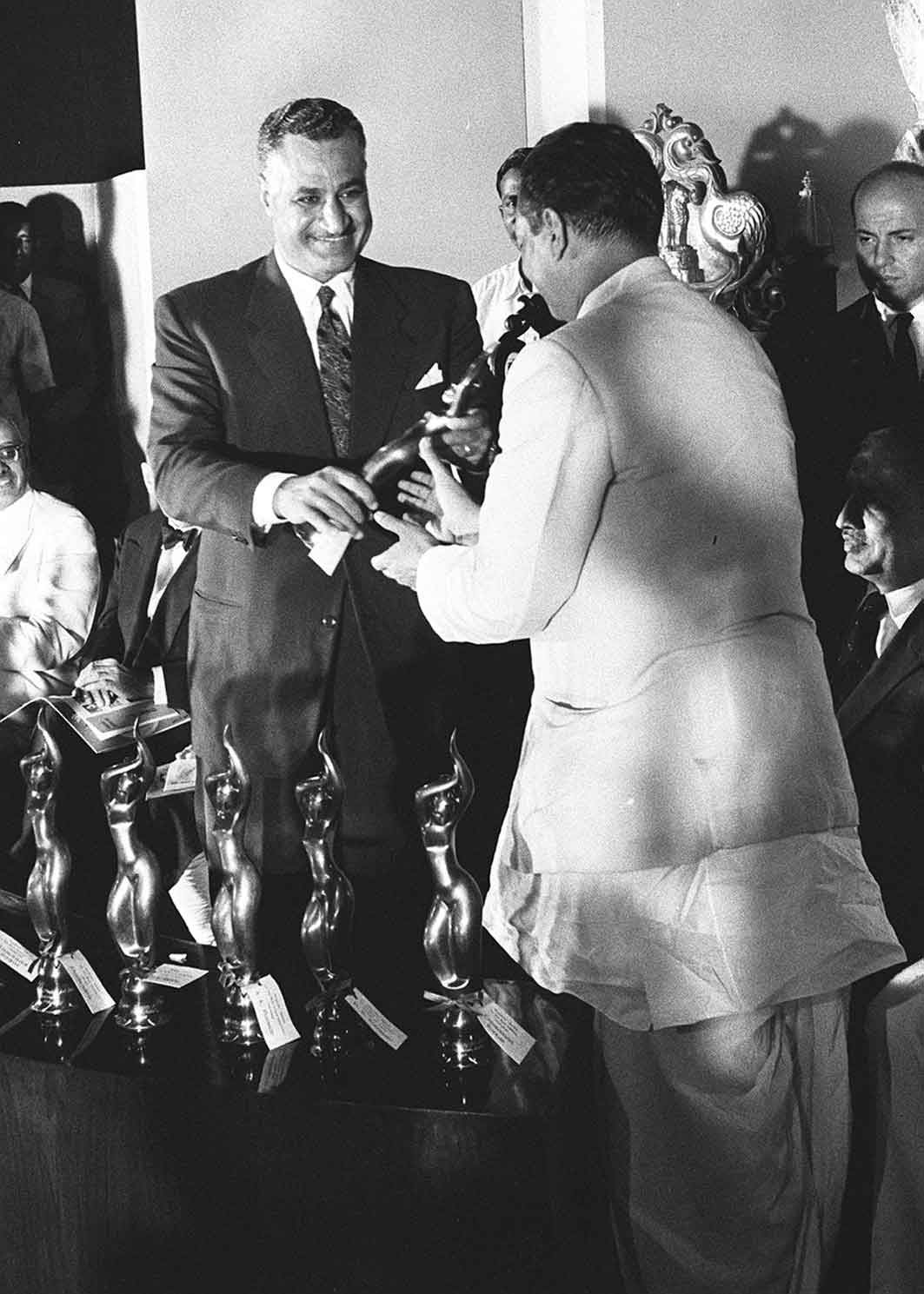
Gamal Abdel Nasser à la septième cérémonie des Filmfare Awards, 1960.

La septième cérémonie des Filmfare Awards s'est déroulée en 1960 à Bombay en Inde.

## Palmarès
| Catégorie                                  | Lauréat                                                              |
| ------------------------------------------ | -------------------------------------------------------------------- |
| Meilleur film                              | Sujata - produit et réalisé par Bimal Roy - avec Sunil Dutt et Nutan |
| Meilleur réalisateur                       | Bimal Roy (Sujata)                                                   |
| Meilleur acteur                            | Raj Kapoor (Anari)                                                   |
| Meilleure actrice                          | Nutan (Sujata)                                                       |
| Meilleur acteur dans un second rôle        | Manmohan Krishna (Dhool Ka Phool)                                    |
| Meilleure actrice dans un second rôle      | Lalita Pawar (Anari)                                                 |
| Meilleur compositeur                       | Shankar Jaikishan (Anari)                                            |
| Meilleur parolier                          | Shailendra pour « Sab Kuchh Seeka Humne » (Anari)                    |
| Meilleur chanteur ou chanteuse de playback | Mukesh pour « Sab Kuchh Seeka Humne » (Anari)                        |
| Meilleure histoire                         | Subhodh Ghosh (Sujata)                                               |
| Meilleurs dialogues                        | Ramanand Sagar (Paigham)                                             |
| Meilleure photographie (noir et blanc)     | V.K. Murthy (Kaagaz Ke Phool)                                        |
| Meilleure direction artistique             | M.R. Achrekar (Kaagaz Ke Phool)                                      |
| Meilleur son                               | -                                                                    |
| Meilleur montage                           | -                                                                    |